# Manuel Urbina y Altamirano
Manuel Urbina y Altamirano (n. 7 de septiembre de 1843 - f. 19 de julio de 1906) fue un botánico mexicano, hijo de Manuel Urbina y López y de Jacinta Altamirano Téllez. Contrajo matrimonio con Concepción Frías y Soto.
A los ocho años, ingresó al Colegio de San Ildefonso y a los trece años de edad, empezó a estudiar en la Escuela Nacional de Medicina. El 12 de mayo de 1864 obtuvo el título de médico cirujano y el 13 de diciembre de ese año el de farmacéutico.
Desempeñó los siguientes puestos: médico del Convento de San Juan de la Penitencia, preparador de la clase de medicina legal en la Escuela Nacional de Medicina (1863), miembro titular del Consejo Superior de Salubridad, secretario del mismo y visitador de boticas (1863), preparador de química en la Escuela Nacional de Medicina (1868), preparador de historia natural en la Escuela Nacional Preparatoria (1880), profesor de botánica en el Museo Nacional (1881), preparador de química en la Escuela de Artes y Oficios (1884), Profesor de historia natural en la Escuela Nacional Preparatoria (1885), director interino del Museo Nacional, varias veces (1885, 1891 y 1892), profesor de botánica y zoología del Museo Nacional (1889), y finalmente colector y clasificador botánico del Instituto Médico Nacional (1905).
Junto con su colega y primo Fernando Altamirano Carbajal (1848-1908), trabajó con información botánica de su predecesor en el estudio de la Flora de México, el botánico español Francisco Hernández de Toledo, ya que desde 1897 hasta su deceso dedicó detalladas monografías a sus descripciones de "copales", Burseráceas de México, el peyote, el ololiuhqui, los tzauhtli, y orquídeas, los amates, los amoles.
Creado el Instituto Médico Nacional, se le asigna la Dirección de Botánica, con notable producción que publicaba en La Naturaleza.
Hijo de Manuel Urbina y Altarmirano y de Concepción Frías y Soto fue el ilustre jurisconsulto y presidente de la Suprema Corte de la Nación, don Salvador Urbina y Frías.
Por suerte toda su colección de herbario hoy día se encuentra en el Herbario Nacional del propio "Instituto de Biología" de la UNAM, en Ciudad Universitaria.

## Algunas publicaciones
- 1897. Los amoles mexicanos. Ensayo botánico. Academia mexicana de Ciencias Exactas, Físicas y Naturales. En Biblioteca Siris

- La abreviatura «Urbina» se emplea para indicar a Manuel Urbina y Altamirano como autoridad en la descripción y clasificación científica de los vegetales.[2]

Se encuentran 13 registros IPNI de sus identificaciones y nombramientos de nuevas spp., publicando habituamente en Cat. Pl. Mexic., Anales Inst. Med.-Nac. México.